# Iglesia de Santa María de Eunate
La iglesia de Santa María de Eunate es una iglesia románica ubicada en campo libre, a 2 km de Muruzábal, en Navarra, España. Se halla en el lugar donde se juntan los Caminos de Santiago de Somport (aragonés) y de Roncesvalles (navarro), ubicada en el Valle de Ilzarbe (Valdizarbe). Aunque sea habitual señalar que su origen es templario, no existe ningún documento que lo acredite. Su portada románica ha sido estudiada profundamente. Su distribución arquitectónica puede encontrarse en otros lugares de Navarra. Se caracteriza por confundir el patio con un claustro exterior

## Historia
La iglesia fue construida en románico en la segunda mitad del siglo XII. Primeramente se trató de una ermita mariana de una cofradía local. Como está lejos de un pueblo y se han encontrado vieiras (atributo tradicional de la peregrinación jacobea) en las tumbas que se hallan en la iglesia, se opina que fue un hospicio para los peregrinos.
El conjunto es de planta octogonal imperfecta y está rodeado por una galería porticada de 33 arcos, con capiteles decorados. La armonía de la planta octogonal queda rota por un ábside pentagonal y una torreta de planta cuadrada adosada al lado de la Epístola. En los muros exteriores se alternan ventanas caladas y ciegas y dos puertas de acceso, la del norte ante el Camino, muy decorada, y otra de más sencilla hacia poniente.
La originalidad de la concepción arquitectónica de este templo ha llamado mucho la atención de visitantes y estudiosos. La planta centralizada, aunque conocida, no fue demasiado usual en el Románico hispano; existen ejemplos como la iglesia de San Marcos de Salamanca (circular) o la Vera Cruz en Segovia (dodecagonal), pero sustancialmente diferentes al edificio que nos ocupa, debido a las imperfecciones del de Eunate. La construcción más semejante, cercana además a Santa María de Eunate, es la iglesia del Santo Sepulcro en Torres del Río, también en Navarra. Ambos edificios comparten formas muy similares, aunque en la última falta la galería de arcos de Eunate, a modo de claustro octogonal. La actual situación aislada de este monumento, gracias a que no se ha producido una urbanización en su entorno, invita a la imaginación de los visitantes y ha sido escenario para varios proyectos relacionados con los Templarios.

## Galería de imágenes

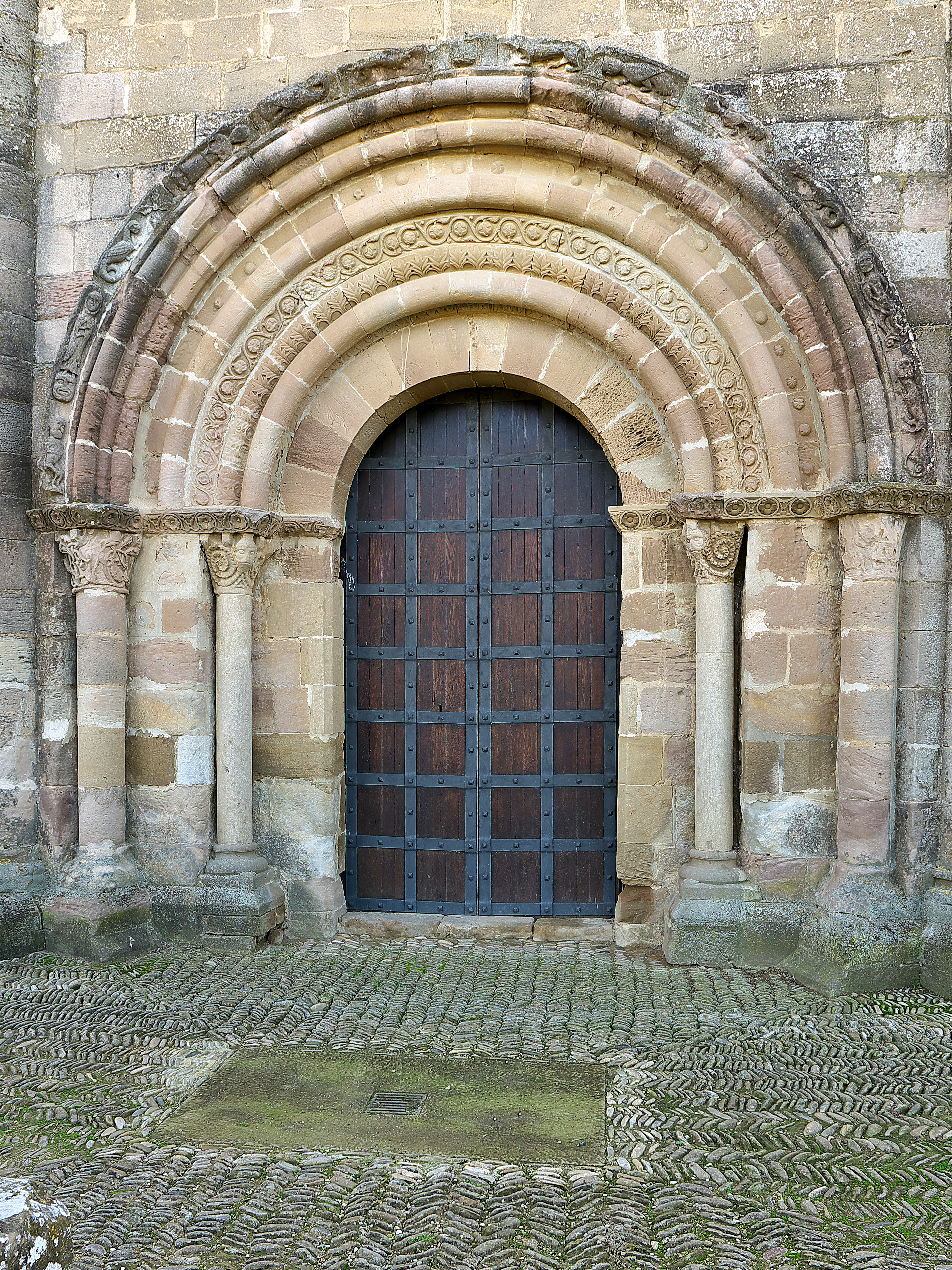
Portada norte
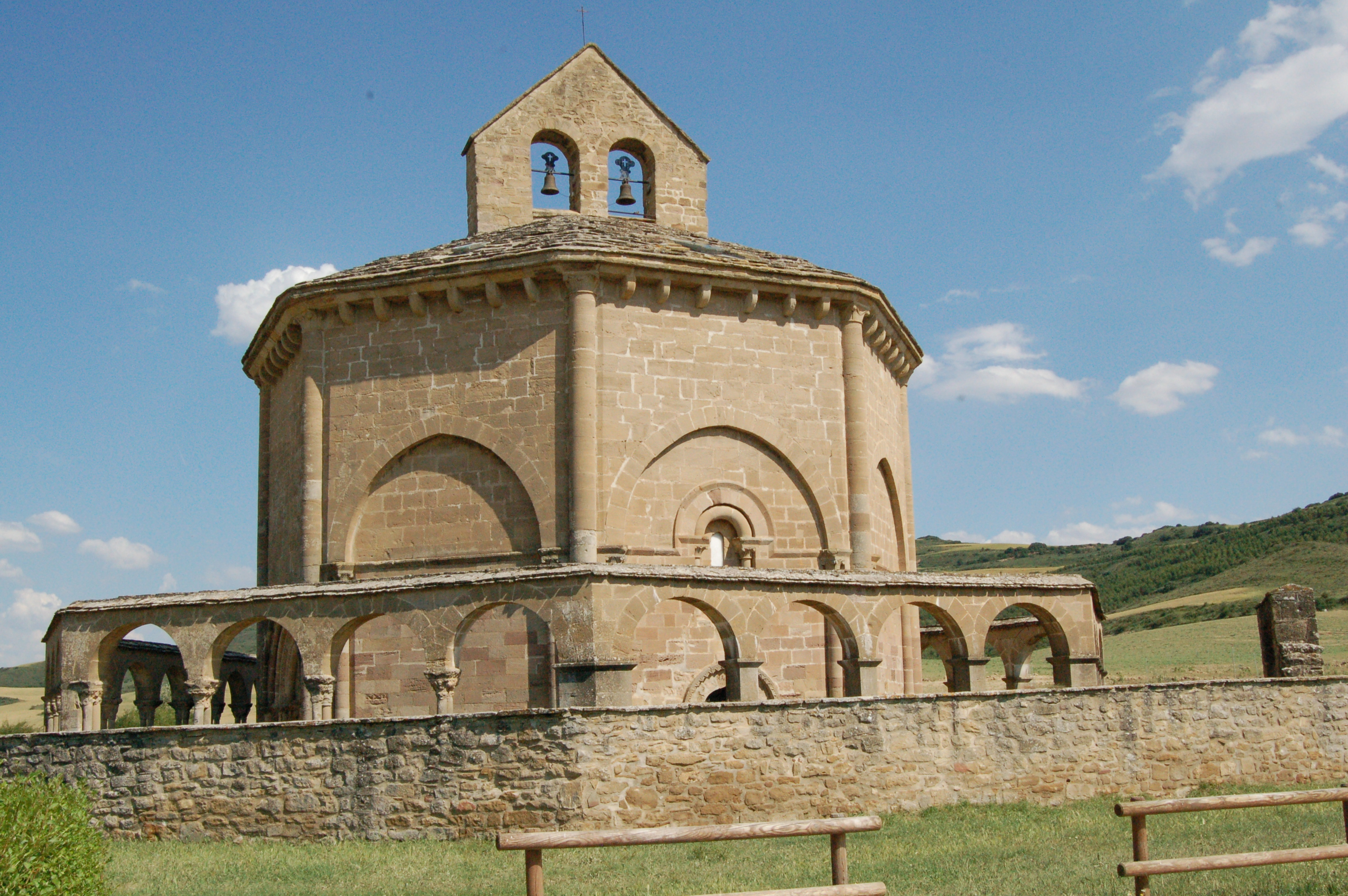
Santa María de Eunate (desde el oeste)
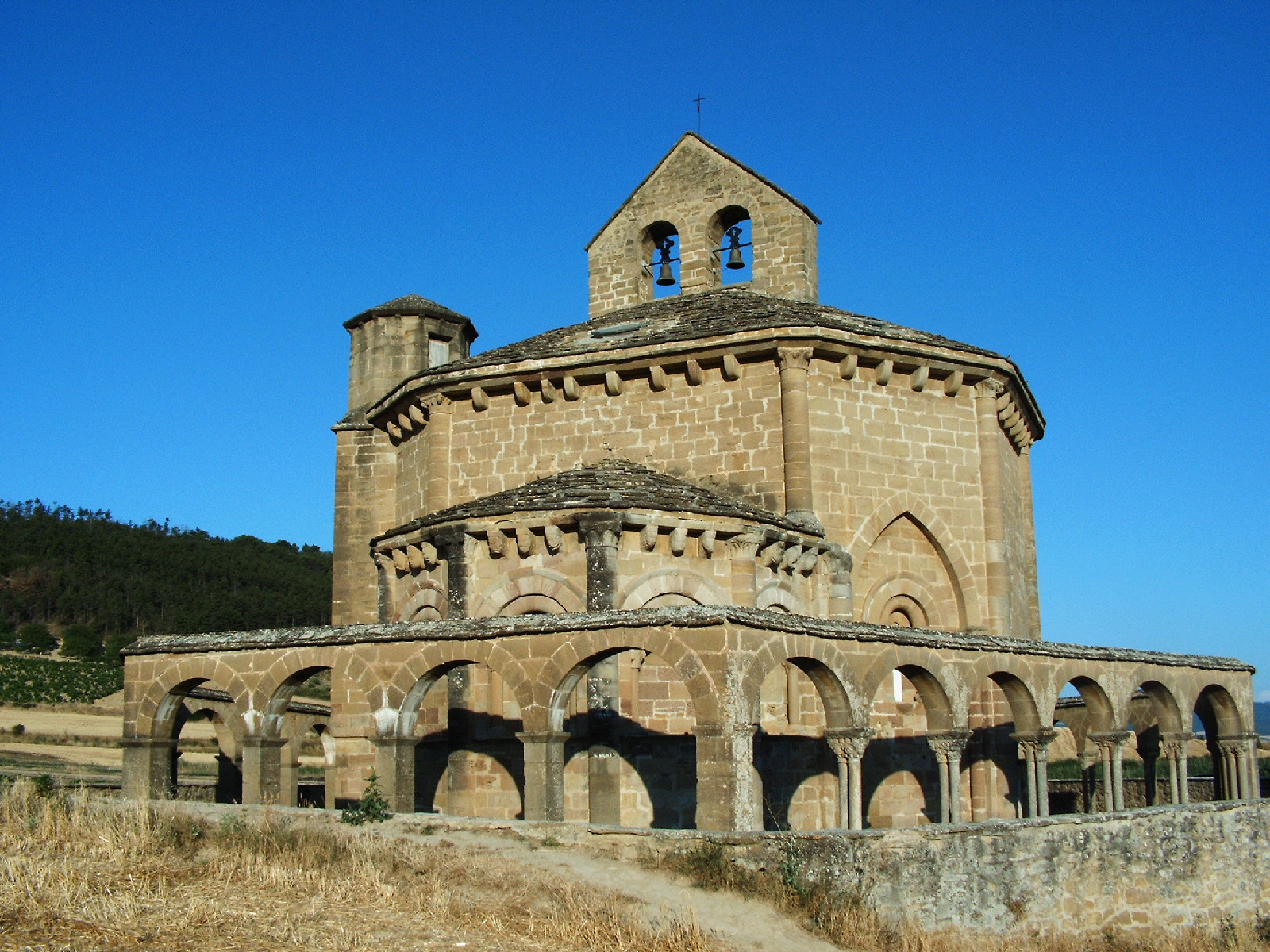
Santa María de Eunate (desde el este)
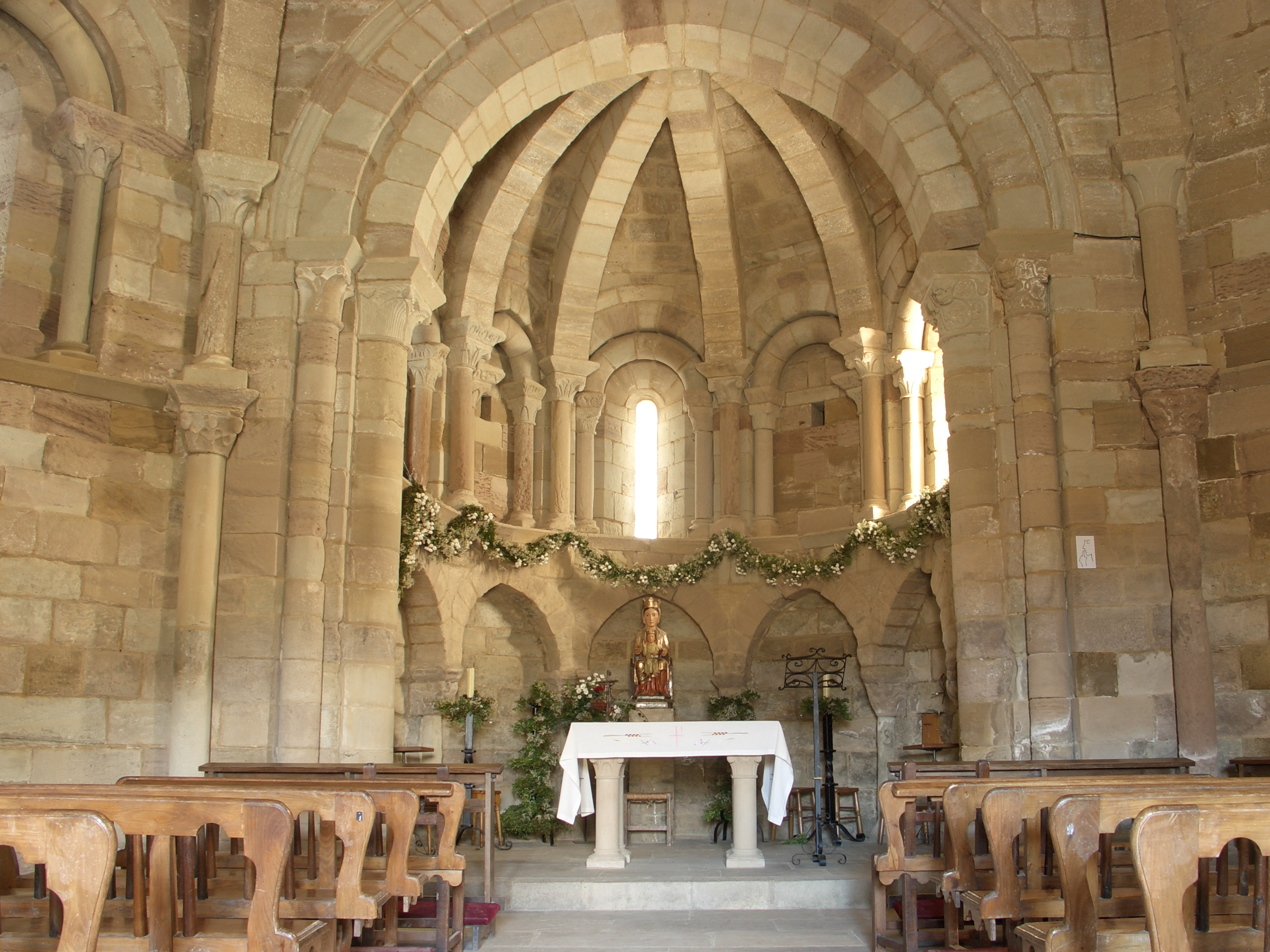
Interior de la iglesia
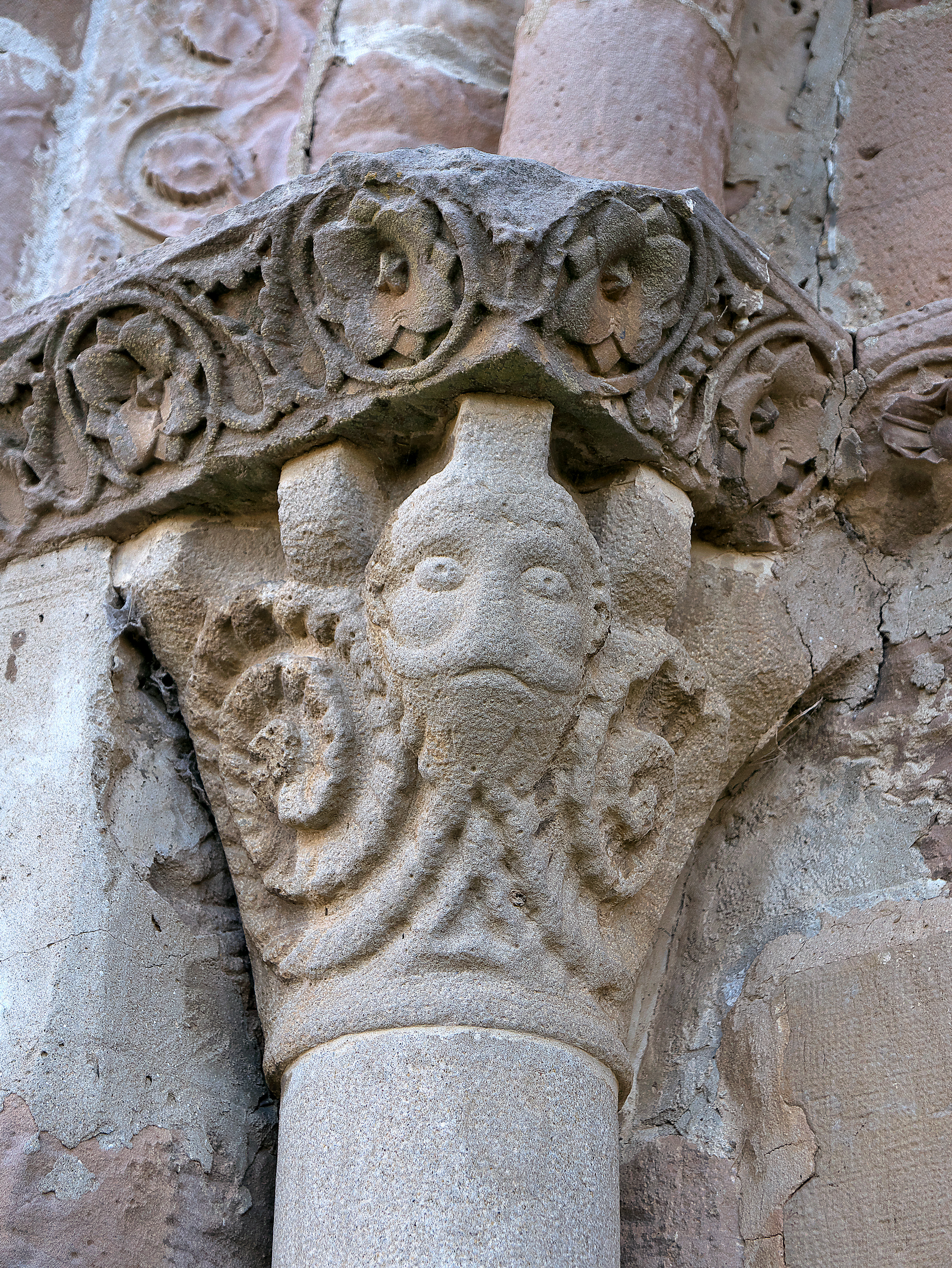
Capitel
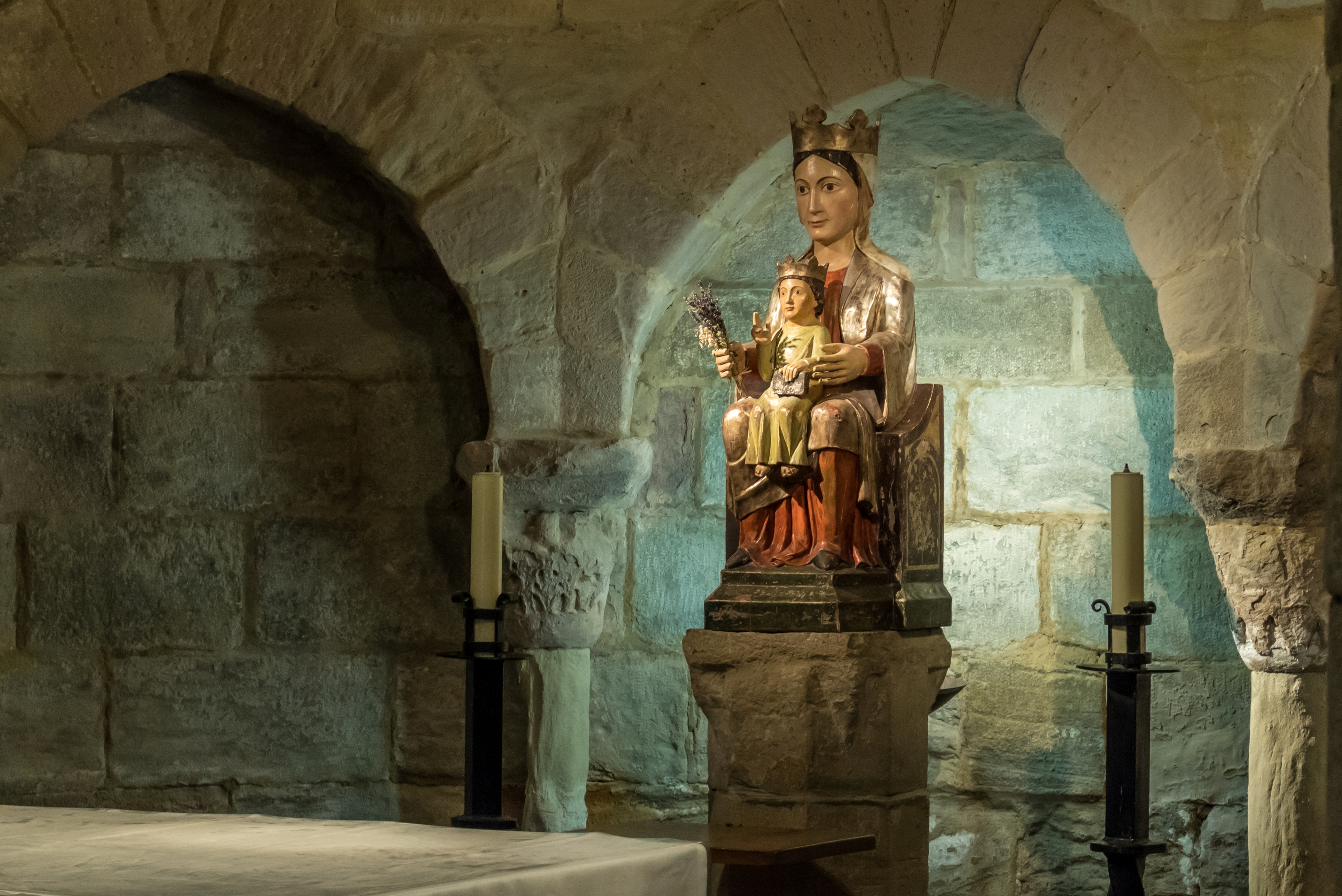
Virgen de Eunate